# (1312) Vassar
(1312) Vassar ist ein Asteroid des Hauptgürtels, der am 27. Juli 1933 vom belgischen Astronomen George Van Biesbroeck am Yerkes-Observatorium in Williams Bay, Wisconsin entdeckt wurde.
Der Asteroid ist nach dem Vassar College benannt, wo der Berechner der Bahn (Maud Worcester Makemson) unterrichtete.